# Langsua nationalpark
Langsua nationalpark  er en norsk nationalpark som ligger i et typisk østnorsk skov- og lavfjeldslandskab i Innlandet fylke. Parken blev oprettet den 11. marts 2011, for at «tage vare på et stort, sammenhængende og i det væsentlige urørt og vildmarkspræget naturområde som indeholder særegne og repræsentative økosystemer og landskaber som er uden større naturindgreb.»  og den dækker et område på 537,1 km².

## Omfang og bufferområder
Nationalparken ligger i Øystre Slidre, Nord-Aurdal, Nordre Land, Gausdal, Sør-Fron og Nord-Fron kommuner i Innlandet. Parken grænser op til følgende landskapsvernområder og naturreservater som blev oprettet samtidig: Haldorbu , Storlægeret , Dokkfaret landskapsvernområde, Espedalen landskapsvernområder og Kjølaåne naturreservat, Røssjøen naturreservat, Skardberga naturreservat, Kjølaåne og Hersjømyrin naturreservater. Der ud over grænser parken til Hynna naturreservat, som var oprettet tidligere, men som blev udvidet i 2011.
Parken er en udvidelse af Ormtjernkampen nationalpark fra 1968, som var Norges mindste nationalpark. En udvidelse havde været projekteret fra 2005 under navnet «Ormtjernkampen – Skaget», omfattende op til 1.365 km². I forhold til planprocessen faldt Etnedal kommune udenfor nationalparken.

## Naturforhold
Området er internationalt vigtigt for planten skægklokke, og den sjældne plante finnmarksstar har sin hovedudbredelse i Norge i Langsua. Parken er også hjem for rødlistede fuglearter som blå kærhøg, kærløber og dobbeltbekkasin. Alle de fire store rovpattedyr besøger området, men bare Europæisk los er der fast.

## Forvaltning og brug af området
Der findes både sætere og tamrendrift i området. Den norske turistforening har syv hytter i nationalparken, den største af dem er Liomseter turisthytte.